# Marin (personnage)
Pour les articles homonymes, voir Marin.
 (juillet 2025).
Marin, ou Marlin au Québec et en version originale, est un personnage de fiction, poisson clown apparaissant dans le film Le Monde de Nemo et sa suite Le Monde de Dory. Il est également présent dans les jeux vidéo dérivés du film, comme Le Monde de Nemo.
Marin est interprété dans la version originale par Albert Brooks, par Franck Dubosc dans la version française et Pierre Auger dans la version québécoise.
C'est le père de Nemo, unique survivant des enfants qu'il a eus avec Corail, dévorée à la suite de l'attaque d'un barracuda.
Depuis la disparition de Corail, Marin doit pourvoir, seul, à l'éducation de son fils. Père célibataire et veuf, il devient maniaque, surprotégeant son fils de tous les dangers réels, hypothétiques et imaginaires. Il se sert d'une malformation de son fils (une nageoire atrophiée) pour justifier son comportement envers lui et le maintenir dans une bulle pour qu'il ne lui arrive rien. Il mène une vie la plus paisible possible pour éviter tout risque.
Lorsque Nemo est pêché par des collectionneurs de poissons, Marin est pourtant contraint de se révéler un aventurier extraordinaire, repoussant ses propres limites et n'écoutant que son courage et son amour pour son fils afin de le retrouver. Il devient une légende vivante auprès de tous les animaux du monde sous-marin.
Dans Le Monde de Dory, lui et Nemo accompagnent Dory en Californie dans la recherche des origines et des parents de cette dernière.

## Épreuves
Il doit affronter plusieurs dangers avant de délivrer son fils :
- retrouver l'adresse du plongeur qui a enlevé son fils
- trouver Sydney malgré Dory à la mémoire très courte
- affronter le clan des 3 requins repentis
- affronter un poisson-lanterne (de la famille des Melanocetus johnsonii)
- emprunter le courant est-australien
- arracher le chemin de Sydney à un plancton
- affronter les méduses
- sortir du ventre de la baleine
- se libérer des filets des pêcheurs
- affronter les crabes
- affronter les mouettes
- entrer chez le dentiste et en ressortir